# アグネス・ポッケルス

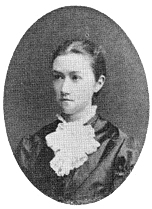
アグネス・ポッケルス

アグネス・ルイーズ・ヴィルヘルミーネ・ポッケルス（Agnes Luise Wilhelmine Pockels, 1862年2月14日 - 1935年11月21日）はドイツの女性科学者である。女性に高等教育が許されない時代に主婦の仕事のかたわら、科学実験を行い表面膜用水槽天秤を製作し表面張力の研究に貢献した。

## 生涯
イタリアのヴェネツィアで生まれた。父親はオーストリア陸軍の軍人であったが、父親の病気で、家族はブラウンシュヴァイクに移った。
幼いころから科学に興味をもっていたが、当時のドイツは女性が大学に進むことはできなかった。弟のフリードリッヒ・ポッケルスがゲッティンゲン大学に進むと、彼を通じて科学の文献を読むことができた。20歳のころに台所の片隅で表面膜用水槽天秤を製作し、表面張力の研究を行った。実験結果を発表する方法がなかったが、1890年にレイリー卿の表面張力の実験の論文が発表されると、物理学者になっていた弟の勧めでアグネスはレイリーに手紙を書いた。その内容が認められて、論文は1931年にネィチャー誌に掲載された。
1931年ドイツ・コロイド学会（第2次世界大戦後は存続していない）からロウラ・レオナード賞を受賞し、翌年ブラウンシュヴァイク工科大学から名誉博士号を受けた。その3年後にブラウンシュヴァイクで没した。